# Северина (певачица)
Северина Вучковић (Сплит, 21. април 1972), позната само као Северина, хрватска је певачица, текстописац и глумица. Представљала је Хрватску на Песми Евровизије 2006. са песмом Моја штикла где је заузела 12. место. Уврштена је на списак 100 најтицајнијих Хрвата.

## Биографија
Рођена је 21. априла 1972. године у Сплиту, има две сестре. Са 10 година је наступала у мјузиклу „Фране Штрапало“. Похађала је средњу музичку школу у Сплиту, и са 17 година почиње професионалну певачку каријеру. Објавила је 12 албума и сарађивала је са многима, као, на пример, Арсеном Дедићем, Џибонијем, Никшом Братошом и Жељком Бебеком. Северина се у јавности појављује и као манекенка, водитељка, и глумица. Године 2003, наступа у ријечком Хрватском народном казалишту у главној улози рок опере „Каролина Ријечка“, а 2004. године с редитељем Пеђом Личином снима филм „Гдје је нестала Словенија?“.
Након вишегодишње паузе, 2004. године објављује албум Severgreen. Године 2006, је учествовала на Дори, такмичењу за представника на Песми Евровизије, и победила са песмом „Моја штикла“, са којом је представљала Хрватску на Песми Евровизије 2006. у Атини, освојивши 13. место. Песму је написао Борис Новковић, текст Северина Вучковић, а аранжман Горан Бреговић.
Дана 20. фебруара 2012. године, Северина је у Сплиту родила своје прво дете, сина Александра, из ванбрачне заједнице са Миланом Поповићем. Исте године, у децембру, објављује нови студијски албум Добродошао у клуб у издању дискографске куће Далас рекордс. Са албума је издато неколико успешних синглова: „Бред Пит“, „Италиана“, „Град без људи“, „Узбуна“ и други. После успешног албума, креће на велику регионалну Турнеју Добродошао у клуб која ће посетити земље западног Балкана. Турнеја је почела концертом у Ријеци 23. марта 2013. године
На лето 2014, снимила је песму „Uno momento“ у дуету са Министаркама која је постала други највећи успех у регији по броју прегледа са преко 100 милиона на сајту Јутјуб.
Појављује се и у филму Последњи Србин у Хрватској у улози Франческе Гамбини де ла Норде.

## Приватни живот

### Везе
Северина је на почетку каријере била у вези са певачем Зринком Тутићем, који је тада био у браку. Потом је ступила у везу са певачем Аленом Марином из групе Којоти. Касније је ступила у везу са музичким продуцентом Антом Пецотићем. Године 1999. ступила је у кратку везу са хрватским манекенком Аднаном Талетовићем, којег је упознала на снимању спота Да си мој. Године 2000, и даље у вези са генералом Станком Соптом, започела је аферу са Миланом Лучићем, ожењеним предузетником са којим је снимила секс-снимак, који је процурио у јавност 2004. У време објављивања снимка, Северина је наводно била у вези са Срећком Варгеком, али су њих двоје убрзо раскинули. Након тога ступила је у везу са економистом Матеом Чуљком. Веза је трајала годину и по дана, али је пар раскинуо седмицу пре Северининог 35. рођендана. Убрзо је почела да излази са спортским предузетником Славком Шаиновићем. После две и по године забављања, пар је раскинуо.
У децембру 2010. упознала је богатог српског предузетника Милана Поповића на прослави његовог рођендана, где је била ангажована за наступ. Убрзо су почели да се забављају, а она је у августу 2011. објавила да је трудна. У Сплиту је 21. фебруара 2012. родила дечака по имену Александар. У том периоду живела је између на релацији Београд—Вршац—Загреб. У октобру 2012. објавила је да су се она и Поповић разишли и да се вратила у Загреб. Истовремено је објављено да је сина крстила у католичкој цркви у Ријеци. Неколико месеци касније пар се поново спојио до развода у августу 2013. Од тада су били уплетени у спорове око старатељства, а Поповић је тврдио да му није дозвољен приступ да види њиховог сина, што је Северина демантовала.
Северина се 22. октобра 2015. удала за српског фудбалера Игора Којића (сина српског музичара Драгана Којића Кебе) у Балама. Пар се званично развео 19. августа 2021. у Загребу.

### Активизам
Године 2013. јавно је подржала ЛГБТ+ заједницу у Хрватској уочи уставног референдума у Хрватској 2013.
Током гостовања у подкасту Кликс новембра 2024. препричала је своју изјаву дату приликом њеног испитавања које су вршили српски инспектори: Рекла сам им да су најгори делинквент у овом нашем кварту. Ви сте упетљали у све ратове. Ви сте почели први, Босну сте уништили. Ви сте у Хрватску ушли, ту је био рат. Сад ево у Црној Гори. Ви правите проблеме свугде.

## Контроверзе

### Секс-скандал
Године 2004. била је умешана у секс-скандал након што је на интернет процурио снимак секса на којом су она и предузетник Милан Лучић, о чему је пренео хрватски онлајн-таблоид Index.hr. Чињеница да је Лучић био у браку када је снимак направљен шокирала је јавност. Северина је тужила сајт који је објавио снимак за одштету, тврдећи да јој је украден и да је то њена интелектуална својина. Године 2004. суд је одбацио део тужбе за интелектуалну својину, али је повреда приватности одобрена уз одштету од 100.000 куна.

### Оптужбе за србофобију
Више аналитичара оптужило је за србофобију. Године 2021. узнемиравала је патријарха српског Порфирија и слала му претеће SMS поруке и позиве.
Дана 25. августа 2024, када је требало да наступи у Београду на рођенданској забави, одбијен јој је улазак на границу Србије са Хрватском на граничном прелазу Бајаково. Према наводима медија и ње саме, улазак јој је одбијен због коментара о масакру у Сребреници који је назвала „геноцидом”. Поред тога, како је рекла, Полиција Србије ју је питала о операцији Олуја, Јасеновцу и Фрањи Туђману. Она је за овај инцидент окривила Александра Вучића и његов политички режим и тврдила да јој је он забранио улазак у Србију. Недуго након што су медији објавили вест о томе, рекла је да никада неће ући у Србију док је Александар Вучић на власти. Министар унутрашњих послова Србије Ивица Дачић рекао је да ће она бити скинута са њихове листе „вербалних деликата”.
Крајем новембра 2024. у интервјуу за босанскохерцеговачки портал Klix.ba изјавила је да „Срби свуда праве проблеме” и да су „најгори деликвенти у региону”, а такође је оптужила српски народ да су започели рат у Босни и Херцеговини и рат у Хрватској.

## Дискографија

### Студијски албуми
- Води ме на плес (1990)
- Твоја прва дјевојка (1992)
- Далматинка (1993)[36]
- Трава зелена (1995)
- Моја ствар (1996)[36]
- Дјевојка са села (1998)
- Ја само пјевам (1999)[36]
- Поглед испод обрва (2001)[36]
- Severgreen (2004)
- Здраво Маријо (2008)
- Добродошао у клуб (2012)
- Хало (2019)

### Мини-албуми
- Бојате Бане Бушки (2004)
- Моја штикла (2006)
- Моја штикла / Мој соколе (2006)
- (2023)

### Албуми уживо
- Палом нера — уживо (1993)
- Вирујен у те (најбоље уживо!) (2002)
- Тридесете — уживо (2010)
- Добродошао у клуб — уживо (2014)

### Видеографија
| Видеоспот                 | Година | Режисер                         |
| ------------------------- | ------ | ------------------------------- |
| Води ме на плес           | 1990   | —                               |
| Кад си сам                | 1992   | —                               |
| Закуни се љубави          | 1992   | —                               |
| Далматинка                | 1993   | —                               |
| Paloma Nera               | 1993   | —                               |
| Моја ствар                | 1996   | —                               |
| Од рођендана до рођендана | 1996   | —                               |
| Дјевојка са села          | 1998   | —                               |
| Пријатељице               | 1998   | —                               |
| Растајем се од живота     | 1998   | —                               |
| Анте                      | 1999   | —                               |
| Ја само пјевам            | 1999   | —                               |
| Додирни ми кољена         | 1999   | —                               |
| Крени                     | 1999   | —                               |
| Да си мој                 | 1999   | —                               |
| Мала је дала              | 2001   | —                               |
| Поглед испод обрва        | 2001   | Предраг Личина                  |
| Криви спој                | 2001   | —                               |
| Вирујен у те              | 2001   | —                               |
| Адам и Сева               | 2004   | —                               |
| Хрватица                  | 2004   | Предраг Личина                  |
| Моја штикла               | 2006   | Радислав Јованов Гонзо          |
| Гас, гас                  | 2008   | Радислав Јованов Гонзо          |
| Мушкарци само треба курва | 2008   | Дарко Дриновац                  |
| Гаде                      | 2008   | Дарко Дриновац                  |
| Хаљиница боја лиле        | 2008   | Дарко Дриновац                  |
| Тридесете                 | 2008   | Виктор Драго                    |
| Лола                      | 2010   | Вижуал инфинити                 |
|                           | 2011   | Дарко Дриновац                  |
| Град без људи             | 2011   | Дарко Дриновац                  |
| Italiana                  | 2012   | Дарко Дриновац                  |
| Узбуна                    | 2012   | Дафне Јемершић / Предраг Личина |
| Hurem                     | 2013   | Доријан Колунџија / Галерија12  |
| Добродошао у клуб         | 2013   | Марко Грубишић                  |
| Алкатраз                  | 2014   | Дино Сенчар                     |
| Uno momento               | 2014   | Андреј Илић                     |
| Море туге                 | 2014   | Милош Надаждин                  |
| Генерале                  | 2014   | Ведад Јашаревић                 |
| Calimero                  | 2015   | Дафне Јемершић                  |
| Шта је свит               | 2015   | Дарко Дриновац                  |
| Секунде                   | 2016   | Петар Пашић                     |
| Силикони                  | 2016   | Петар Пашић                     |
| Као                       | 2017   | Дарко Дриновац                  |
| Отрове                    | 2017   | Петар Пашић                     |
| Мртав без мене            | 2017   | Дарко Дриновац                  |
| Куда за викенд            | 2017   | —                               |
| Хазард                    | 2017   | Лазар Богдановић / Љуба         |
| Унапријед готово          | 2018   | Дарко Дриновац                  |
| Од лета до лета           | 2018   | Милиграм мјузик продакшон       |
| Туторијал                 | 2018   | Петар Пашић                     |
| Магија                    | 2018   | Анже Шкрубе                     |
| Имаш право                | 2018   | Дарко Дриновац                  |
| Хало                      | 2019   | Петар Пашић / Љуба              |
| Кума                      | 2019   | Mihoci / Дарко Дриновац         |
| Мирна                     | 2019   | Дафне Јемершић                  |
| Фатаморгана               | 2019   | Љуба                            |
| Далеко ти кућа            | 2019   | Љуба                            |
| Лоша                      | 2019   | Алексеј Фигуров                 |
| Рођено моје               | 2019   | Нејц Левстик                    |
| Фалиш ми                  | 2022   | Немања Новаковић                |